# Casino da Póvoa

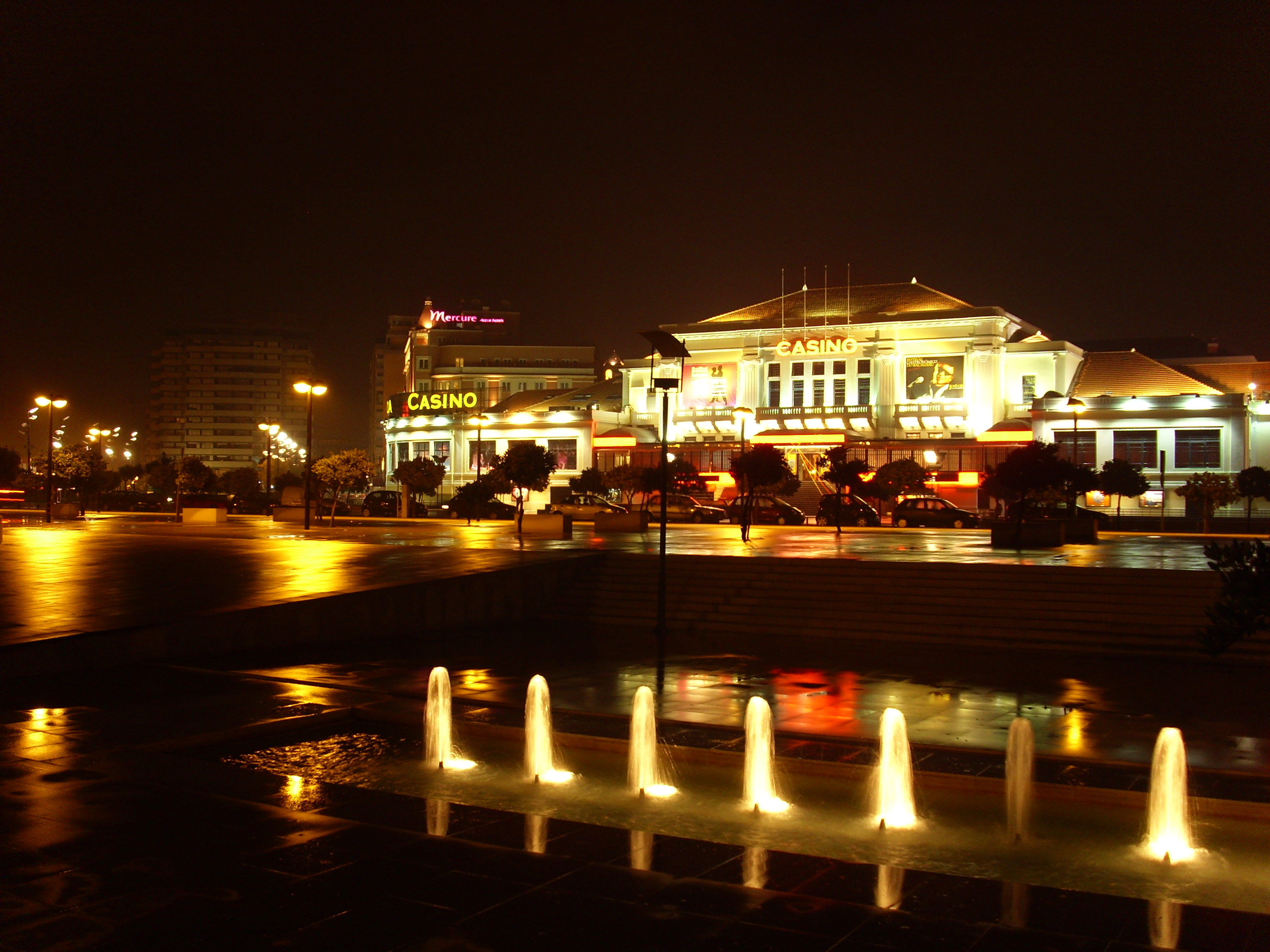
Casino da Póvoa.

O Casino da Póvoa é um estabelecimento de jogos, espetáculos e restauração localizado na Póvoa de Varzim, onde o jogo e vários espectáculos têm lugar durante todo o ano.
O edifício onde está instalado é dos anos 30 do século XX, de estilo neoclássico. 
O Casino da Póvoa está concessionado à empresa Varzim-Sol que pertence ao mesmo grupo do Casino Estoril (Estoril Sol).